# Azizija džamija (Orašje)
Azizija džamija je džamija koja se nalazi u Orašju. U njoj se čuva dlaka iz Muhamedove brade.

## Povijest
Krajem 1862. godine počelo je organizirano iseljavanje Bošnjaka iz Srbije. Veliki broj izbjeglica dolazi u Bosnu, najvećim dijelom uz južnu obalu Save (Brčko, Bijeljina, Bosanski Brod, Bosanska Kostajnica itd.). Izgrađena su i dva nova naselja na Savi, Gornja i Donja Azizija (po sultanu Abdul Azizu), današnji Bosanski Šamac i Orašje. Pet Azizija je tada sagrađeno i to u Orašju, Bosanskom Šamcu, Bosanskoj Kostajnici, Orahovu i Brezovom Polju. Svih pet džamija nose nazive prema tadašnjem sultanu, Abdul Azizu.
Gradnja Azizije u Orašju je počela 1862., a pretpostavlja se da je već godinu kasnije je bila završena i puštena u upotrebu vjernicima. Predstavlja jednu od 36 sultanskih džamija u Bosni i Hercegovini, čiju su izgradnju izravno naredili i financirali sultani, što predstavlja njenu dodatnu vrijednost. Džamija je jedna od rijetkih koja nije srušena u vrijeme rata u Bosni i Hercegovini, ali je više puta granatirana. Iako je više puta granatirana i oštećena ostala je autentična, onakva kakva je i bila od početka u svom vanjskom izgledu.
Azizija džamija u Orašju poznata je i kao džamija koja čuva dlaku iz Muhamedove brade. Ova dlaka nije došla kao poklon sultana Abdul Aziza, već ju je, kako se kazuje, neki hadžija iz Meke donio u Orašje. Dlaka Poslanika islama se iznosi samo 27. noći mjeseca ramazana nakon teravih-namaza i predavanja koje održi neko od uglednih alima. Prema priči, među prvim generacija hadžija koji su iz Orašja išle na sveta mjesta da hodočaste Kabu i obave petu islamsku dužnost, skupina je naišla na jednog Arapa koji je pristiglim hadžija pokazivao dlaku za koju je tvrdio da je Poslanikova. Jedan od prisutnih hadžija iz Orašja, a najvjerojatnije preko prevodioca, upitao je tog Arapa da mu proda dlaku Allahovog Poslanika. Arap se začudio odgovorivši "Kako da ti ovo prodam". Tu noć je usnio san u kojem je vidio Muhameda, koji mu je rekao da nađe one ljude i da im da ono što su od njega tražili. Arap ih je našao i dao im ono što su tražili, a oni su mu uzvratili poklonom. Tako je dlaka dospjela u Orašje i u džamiju Aziziju.

## Vanjske povezice
Sultanska džamija u Orašju